# جون إيفانز (سياسي أمريكي، مواليد 1925)
جون إيفانز هو سياسي أمريكي، ولد في 18 يناير 1925 في مالاد سيتي في الولايات المتحدة، وتوفي في 8 يوليو 2014 في بويسي في الولايات المتحدة. نشط حزبياً في الحزب الديمقراطي. وقد انتخب نائب حاكم ايداهو ‏ (6 يناير 1975 – 23 يناير 1977) وانتخب عضو مجلس ولاية أيداهو ‏ وانتخب Governor of Idaho ‏ (23 يناير 1977 – 4 يناير 1987).